# Bartoszyce
Bartoszyce [bartɔˈʃɨʦe]ⓘ, deutsch Bartenstein, ist eine Stadt mit rund 23.000 Einwohnern und Sitz des Powiats Bartoszycki (Bartensteiner Kreis) in der polnischen Woiwodschaft Ermland-Masuren.

## Geographie

### Lage
Die Stadt liegt im ehemaligen Ostpreußen am Ufer der Alle (poln. Łyna) auf einer Höhe von 43 m über dem Meeresspiegel, etwa 55 Kilometer nördlich von Olsztyn (Allenstein) und 53 Kilometer südöstlich von Kaliningrad (Königsberg).

### Ortschaften (bis 1945)
Vor 1945 gehörten zur Stadt Bartenstein mehrere Ortschaften:
- Dębówko (Eichenbruch)
- Okopa (Erdmannshof)
- Ceglarki (Ernsthof)
- Falczewo (Fauthshof)
- Karolewka (Karlshof)
- Wawrzyny (Laurienen)
- Milicz (Mielitzfelde)
- Wiatrak (Schreibershöfchen)
- Stoczki (Wilhelmsruh)

Sofern die Orte nach 1945 noch existierten, wurden sie – bis auf Mielitzfelde und Wilhelmsruh – verselbständigt und in die – die Stadt Bartoszyce umgebende – Gmina Bartoszyce eingegliedert.

## Geschichte

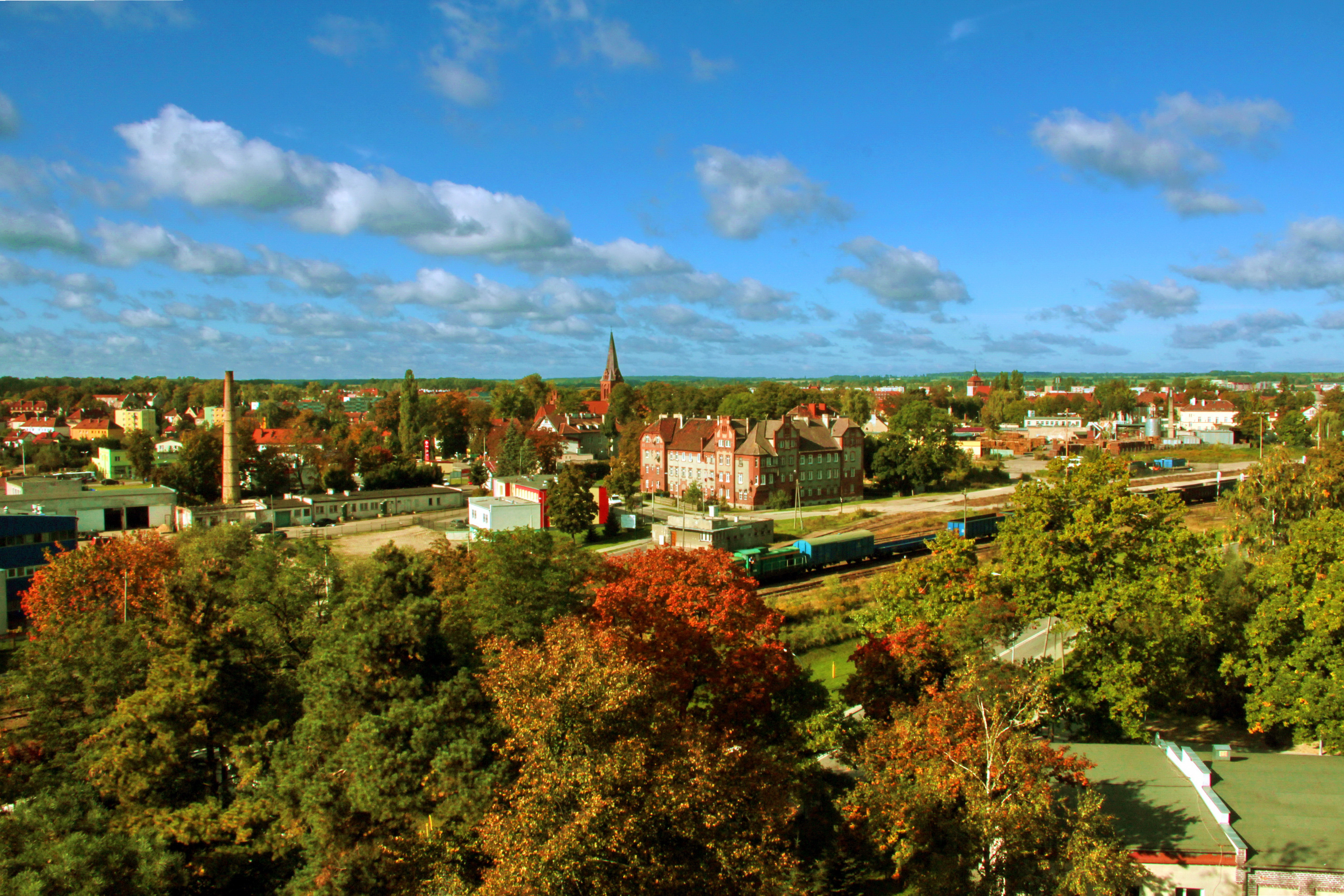
Stadtpanorama

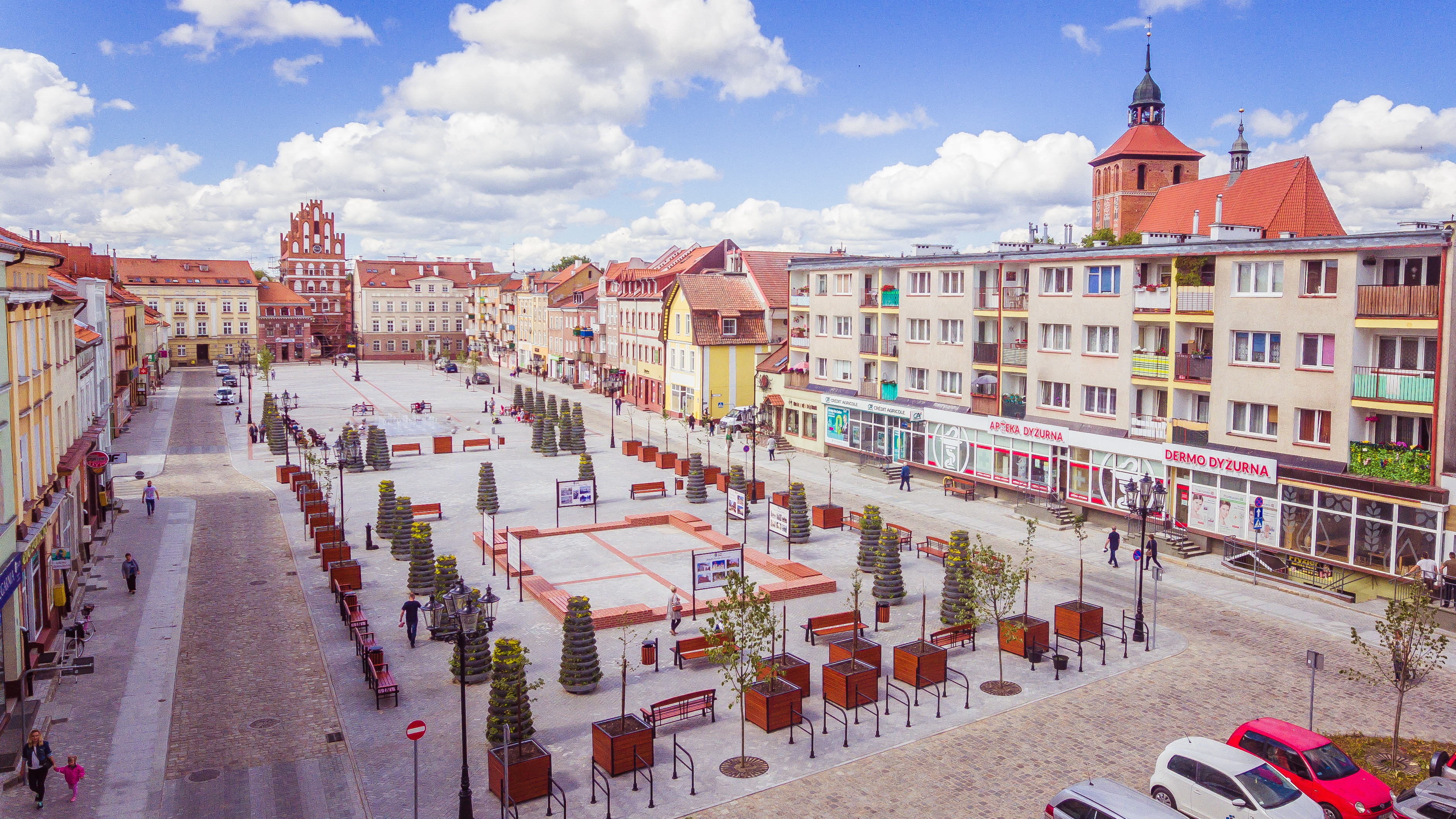
Marktplatz Bartoszyce nach der Rekonstruktion mit Blick auf Heilsberger Tor und Stadtpfarrkirche

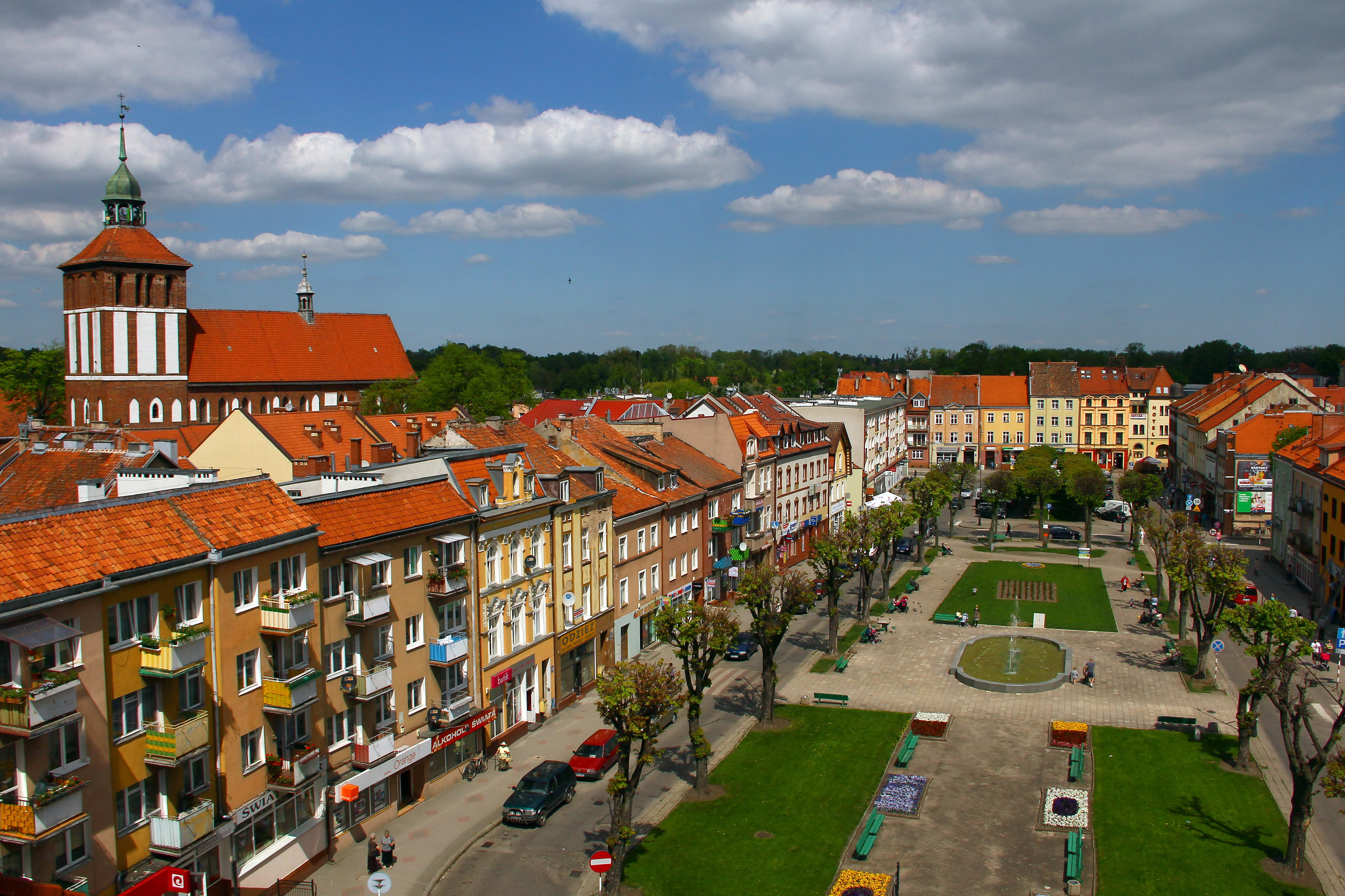
Plac Konstytucji 3 Maja nach seiner Renovierung und Stadtpfarrkirche, Blick vom Heilsberger Tor

### Mittelalter und Frühe Neuzeit
An der Grenze zum prußischen Gau Natangen übernahm der Deutsche Orden um 1240 auf dem Gebiet des Gaues Barten am Ufer des Flusses Alle auf einer Anhöhe eine hölzerne, durch Palisaden und Erdwälle geschützte Burg. Der Ortsname geht möglicherweise auf prußisch „bar, bart“ zurück und bedeutet fließen, schnell strömen.
Es gibt noch eine weitere plausible Erklärung für die Herkunft des Namens: In seiner Frühzeit rekrutierte sich der Orden vorwiegend aus dem niederen Adel. Er bot nachgeborenen Söhnen Aufstiegschancen und den Geschlechtern, aus denen sie stammten, gehobenes Ansehen. Heinrich von Hohenlohe war um 1200 bis 1249 Hochmeister des Deutschen Ordens.
In Bartenstein (Schrozberg), Einflussbereich der Hohenloher, sind von 1234 bis ca. 1350 die Ritter von Bartenstein nachgewiesen. Die nachgeborenen Söhne dieses Geschlechts könnten vom nahegelegenen Deutschen Orden in Bad Mergentheim aufgenommen und in der Mitte des 13. Jahrhunderts in Ostpreußen eingesetzt worden sein. Möglicherweise hätte dann einer dieser Söhne die Burg Bartenstein/Ostpreußen errichten lassen und mit seinem Namen versehen. Die Ritter von Bartenstein trugen im Wappen drei Wurfbeile.
Während eines Prußenaufstands wurde die Burg von 1260 bis 1263 belagert und, nachdem die Ordensritter die Burg aufgegeben hatten, zerstört. 1273 wurde die inzwischen wieder aufgebaute Burg von Sudauern gebrandschatzt. Zwischen 1274 und 1280 baute der Orden die Festung erneut auf, diesmal als steinernes Gebäude. Bis zum 15. Jahrhundert war dort der Sitz des Komturpflegers von Balga. Als die Burg zu Beginn des preußischen Städtekrieges 1454 erneut zerstört wurde, verzichtete man endgültig auf eine Wiederherstellung.
Auf dem der Burg gegenüberliegenden Ufer hatte sich am Anfang des 14. Jahrhunderts eine Siedlung entwickelt, die 1326 erstmals erwähnt wurde und 1332 durch den Hochmeister Luther von Braunschweig unter dem Namen Bartenstein Stadtrecht erhielt. Der Komtur Henning Schindekopf veranlasste 1353 die Errichtung einer Wehrmauer. Als der Deutsche Orden nach seinem Krieg gegen Polen in finanzielle Schwierigkeiten geriet, verpfändete er 1513 das Amt Bartenstein an den Ordensritter Heinrich Reuß von Plauen.
In Bartenstein wurde schon 1377 eine Schule erwähnt; später verfügte die Stadt über eine Höhere Bürgerschule, deren Schulordnung von 1621 zu den ältesten Schulordnungen der Region zählt.

### 19. Jahrhundert und 20. Jahrhundert

Bartenstein, östlich von Elbing und südlich von Königsberg i. Pr., auf einer Landkarte von 1910.

Der Bartensteiner Vertrag wurde während des Vierten Koalitionskrieges am 26. April 1807 zwischen Preußen und Russland gegen Napoleon geschlossen. Im Ergebnis der 1815 in Gang gesetzten preußischen Verwaltungsreform wurde Bartenstein in den Kreis Friedland eingegliedert, der später in Landkreis Bartenstein (Ostpr.) umbenannt wurde. 1868 wurde die Ostpreußische Südbahn durch die Stadt geführt und damit die Voraussetzung für die Ansiedlung zahlreicher Industriebetriebe geschaffen. Es entstanden eine Eisengießerei, eine Maschinen- und eine Wagenfabrik. Außerdem entwickelte sich ein bedeutender Eichenholzhandel. Bartenstein wurde Garnisonsstadt und Sitz des Land- und des Schwurgerichts. 1880 lebten 7.132 Einwohner in der Stadt. Am Anfang des 20. Jahrhunderts hatte Bartenstein zwei evangelische Kirchen, eine katholische Kirche, eine Baptistenkapelle, eine Synagoge, ein Gymnasium und ein Landgericht.
Nachdem sich Bartenstein zur größten Stadt im Kreis entwickelt hatte, wurde es 1902 Kreisstadt und gab 1927 dem Kreis auch seinen Namen. Im Ersten Weltkrieg befand sich hier das Hauptquartier von Generalfeldmarschall Paul von Hindenburg.
Im Januar 1945 wurde Bartenstein von sowjetischen Truppen eingenommen und dabei bzw. in der Folgezeit zu 60 % zerstört; doch blieben wesentliche Teile, darunter der große Marktplatz, erhalten. Bald danach wurde Bartenstein zusammen mit der südlichen Hälfte Ostpreußens von der Sowjetunion der Volksrepublik Polen zur Verwaltung überlassen. Soweit die deutschen Bewohner nicht geflohen waren, wurden sie in der Folgezeit größtenteils aus Bartenstein vertrieben. 1947 wurde in der ehemaligen Ludendorff-Kaserne die zentrale Einrichtung Polens für Kriegswaisen (Wolfskind (Zweiter Weltkrieg)) errichtet („Stadt der Kinder“/ COSW).

### Demographie
| Jahr | Einwohner | Anmerkungen |
| ---- | --------- | --- |
| 1729 | 02000     | [ 11 ] |
| 1768 | 02339     | [ 12 ] |
| 1785 | 02780     | in 307 Haushaltungen (Feuerstellen), ohne die Garnison (Stab und fünf Kompanien des preußischen Infanterie-Regiments Nr. 14) |
| 1798 | 02856     | [ 12 ] |
| 1802 | 03454     | [ 14 ] |
| 1810 | 02507     | darunter 62 Katholiken und zwei Juden, alle übrigen Bewohner sind evangelisch |
| 1816 | 02449     | davon 2388 Evangelische, 48 Katholiken und 13 Juden |
| 1821 | 03225     | in 309 Privatwohnhäusern |
| 1828 | 3507      | [ 12 ] |
| 1831 | 03603     | darunter 42 Katholiken, fünf Mennoniten und 22 Juden, alle übrigen Bewohner sind evangelisch |
| 1875 | 06460     | [ 16 ] |
| 1880 | 07132     | [ 16 ] |
| 1890 | 06442     | davon 265 Katholiken und 65 Juden |
| 1905 | 06805     | meistenteils Protestanten |
| 1910 | 07343     | Kreisstadt, mit einem Landratsamt für den Kreis Friedland, zwei evangelischen und einer katholischen Kirche, einer Synagoge, einem Gymnasium, einer Höheren Mädchenschule, einer landwirtschaftlichen Schule, einem Amtsgericht, einem Krankenhaus, einem Waisenhaus, Mühlen, Molkereien, einer Brauerei, einem Sägewerk, einer Ziegelei, einer Gießerei, einer Färberei, Maschinen- und anderen Fabriken, Getreidehandel sowie Vieh- und Pferdemärkten |
| 1925 | 07890     | meist Protestanten |
| 1933 | 08717     | [ 11 ] |
| 1939 | 11.268    | davon 10.030 Protestanten, 848 Katholiken, 139 sonstige Christen und 11 Juden |

| Jahr | Einwohnerzahl |
| ---- | ------------- |
| 2009 | 24.994        |

Balkendiagramm  der Einwohnerentwicklung

## Politik

### Gmina

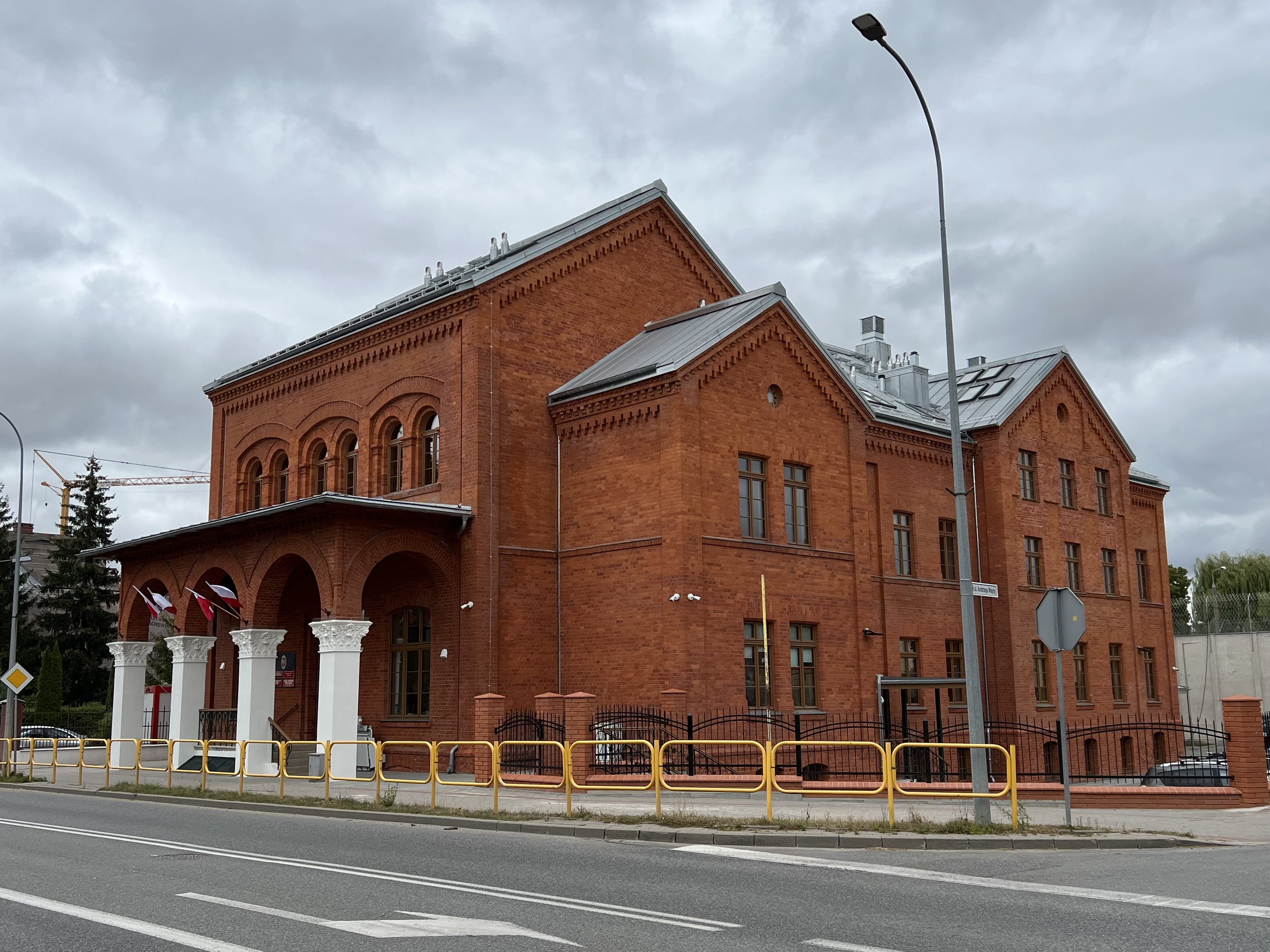
Bezirksgericht

- Die Stadt Bartoszyce bildet eine eigenständige Stadtgemeinde.
- Die Stadt Bartoszyce ist Sitz der eigenständigen Landgemeinde Bartoszyce, der sie aber nicht angehört. Die Landgemeinde hat eine Fläche von 428 km² und umfasst das der Stadtgemeinde an allen Seiten. Sie führt das gleiche Wappen wie die Stadt, zusätzlich mit einem Schriftfeld Gm. Bartoszyce versehen.

### Justiz
Das Bezirksgericht Bartoszyce in der ul. Warszawska 3 ist für die Städte und Gemeinden des Kreises Bartoszyce zuständig.

### Wappen
Blasonierung: „Im von Blau und Gold schräglinks geteilten Felde auf rotem Stufengiebel (Stein) zwei schräg gekreuzte abgewendete Barten (Beile) mit roten Stielen.“ So war das 1440 gebrauchte SIGILLVM CIVITATIS BARTENSTEIN und ein ähnliches 1458 urkundliches Siegel. Das 1410 in der Schlacht bei Tannenberg verlorene Banner der Stadt zeigte dagegen unter weißem Wimpel ein schwarzes Fahnentuch, darin ein aufgerichtetes Beil. Seit der Mitte des 17. Jahrhunderts setzte man das Bild eines Ordensritters zu Ross ins Siegel, der in der Rechten eine Barte hält, kam aber neuerdings auf die gekreuzten Barten zurück.

### Städtepartnerschaften

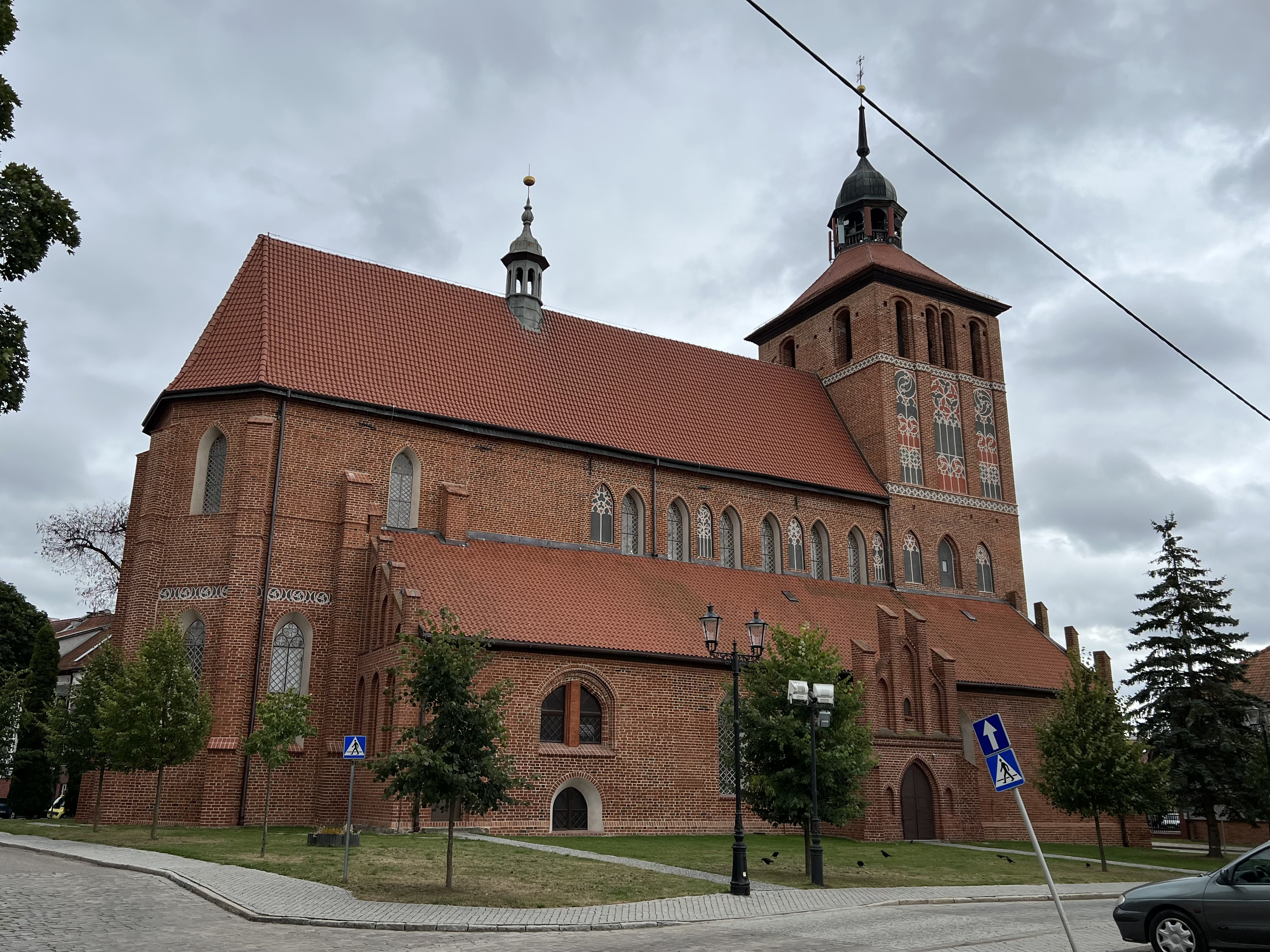
St.-Johannes-Evangelist-Kirche

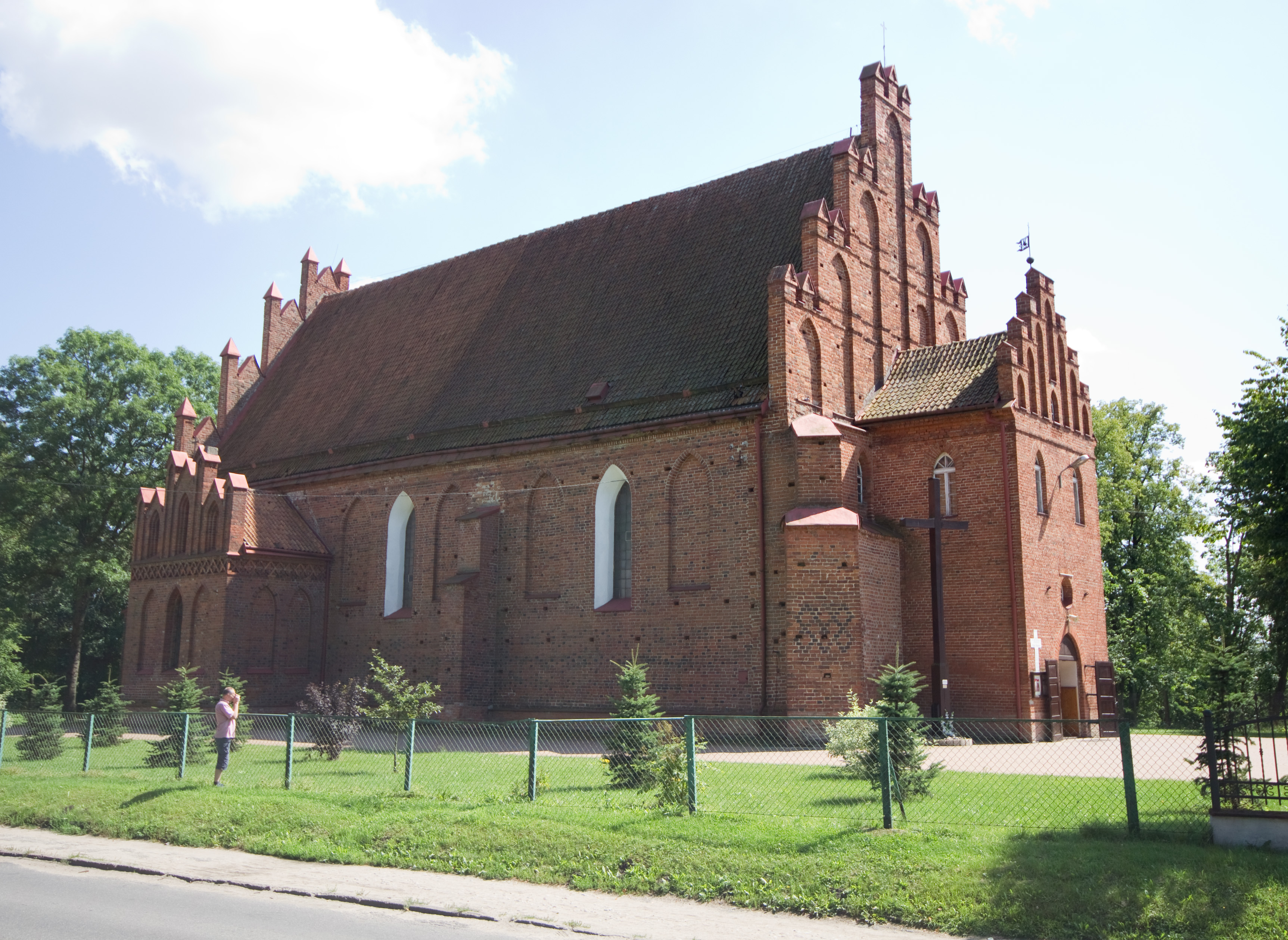
St.-Johannes-der-Täufer-Kirche („Johanniskirche“)

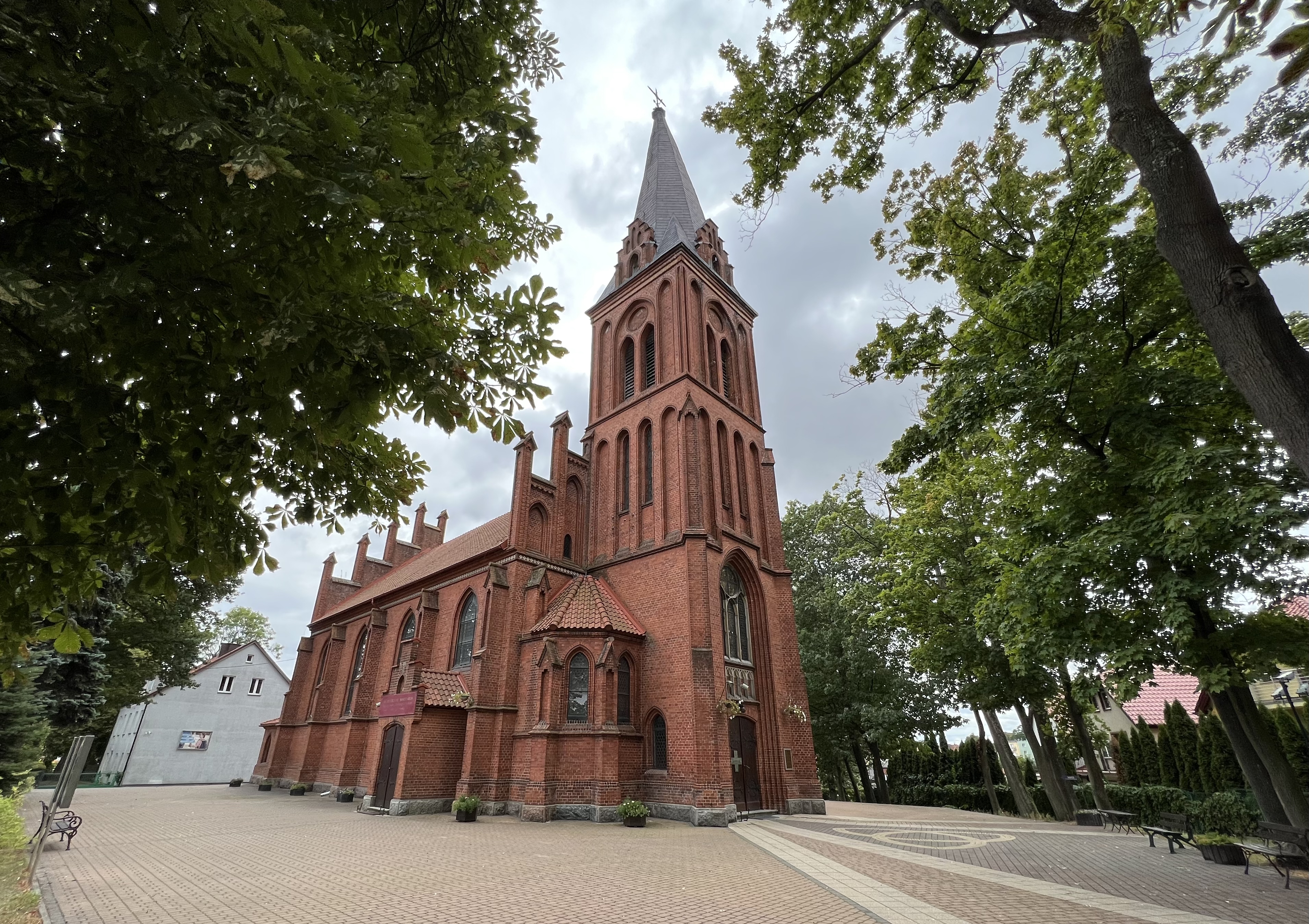
St.-Brun-Kirche

- Nienburg/Weser, Niedersachsen
- Bartenstein, Baden-Württemberg[21]

## Religion

### Kirchengebäude
Stadtpfarrkirche – Die ehemalige Stadtkirche, jetzt dem Evangelisten Johannes und der Mutter Gottes von Tschenstochau geweiht (Kościół św. Jana Ewangelisty i Matki Boskiej Częstochowskiej), ist im gotischen Baustil errichtet; sie stammt aus der Mitte des 14. Jahrhunderts und wurde 1678 umgebaut. Der Turm wurde 1732 erbaut. Aufgrund starker Zerstörung im Zweiten Weltkrieg fanden zwischen 1945 und 1958 umfangreiche Restaurierungsarbeiten statt. Sie diente seit der Reformation bis 1945 als evangelisches Gotteshaus und ist seit 1959 römisch-katholische Pfarrkirche. Von polnischen Restauratoren erneuert, zieren die Beichtstühle und der Altar aus der Deutschordenskirche in Tilsit seit zehn Jahren die Stadtpfarrkirche.
Johanniskirche – Die schon vor 1945 so genannte Johanniskirche (Kościół św. Jana Chrzciciela) ist Johannes dem Täufer geweiht und stammt aus der Mitte des 15. Jahrhunderts. Der Barockaltar entstand zwischen 1715 und 1720. Bis 1945 war die Kirche evangelisch und ist seit 1946 römisch-katholisches Gotteshaus.
Kirche St. Bruno – Im Jahr 1889 wurde die damals im neugotischen Stil neu erbaute St.-Bruno-Kirche (Kościół św. Brunona) geweiht. Sie war bis 1945 die einzige katholische Kirche in der Stadt.
Bruder-Albert-Kirche – Die römisch-katholische, nach Albert Chmielowski benannte Bruder-Albert-Kirche (Kościół św. Brata Alberta) empfing 1990 ihre Weihe und ist somit die jüngste der vier römisch-katholischen Kirchen in Bartoszyce.
St.-Andreas-Kirche – St. Andreas der Apostel (Cerkiew św. Andrzeja Apostoła) ist ein Kirchenbau von 1996. Er dient der Polnisch-Orthodoxen Kirche als Gotteshaus.

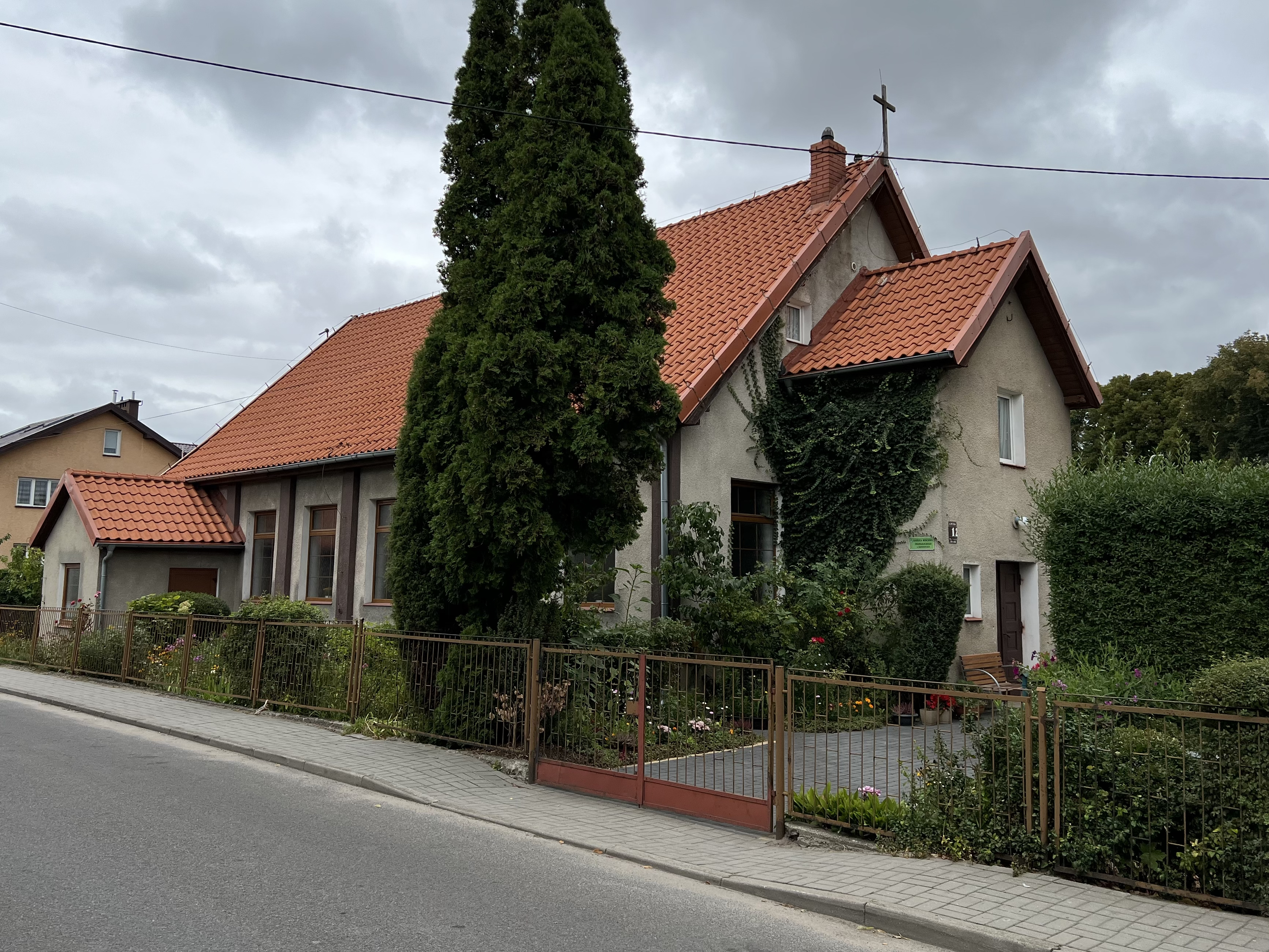
Kapelle der Evangelisch-Augsburgischen Gemeinde

Evangelisch-Augsburgische Kirche – Die kleine evangelisch-lutherische Kapelle in Bartoszyce nimmt sich gegenüber den katholischen Kirchenbauten sehr bescheiden aus. Sie ist eine Filialkapelle der Johanneskirche in Kętrzyn (Rastenburg) und gottesdienstliches Zentrum einer weitgestreuten Diasporagemeinde in der Diözese Masuren der Evangelisch-Augsburgischen Kirche in Polen.

### Evangelische Kirchengemeinde
Die Einführung der Reformation gelang in Bartenstein schon sehr früh, wenn auch nicht ohne erheblichen Widerstand. Die geistlichen Führer der Stadt wehrten sich mit Rückendeckung des ermländischen Bischofs Mauritius Ferber und verweigerten dem von dem evangelischen Bischof Erhard von Queis beauftragten Prediger den Zutritt zur Stadt. Doch bereits 1525 wurden die beiden damaligen Kirchen den Evangelischen zur Verfügung gestellt. Bis 1945 waren die Stadt- und die Johanniskirche evangelische Gotteshäuser, die jeweils gottesdienstliche Zentren weitgedehnter Kirchspiele waren. Die beiden evangelischen Gemeinden gehörten zunächst zum Kirchenkreis Friedland (heute russisch: Prawdinsk), danach zum umbenannten Kirchenkreis Bartenstein. Er lag in der Kirchenprovinz Ostpreußen der Evangelischen Kirche der Altpreußischen Union. Im Jahre 1939 waren von den 11.268 Einwohnern der Stadt 10.030 evangelischer Konfession.
Aufgrund der Flucht und Vertreibung Deutscher aus Mittel- und Osteuropa 1945–1950 schrumpfte die Zahl der evangelischen Kirchenglieder in Bartenstein auf ein Minimum. Erst in den folgenden Jahrzehnten bildete sich in Bartoszyce wieder eine kleine Diasporagemeinde, die heute eine Filialgemeinde der Pfarrkirche St. Johannes in Kętrzyn (Rastenburg) ist. Sie gehört zur Diözese Masuren der Evangelisch-Augsburgischen Kirche in Polen.

#### Kirchspiele (bis 1945)
Zu den beiden evangelischen Pfarreien Bartensteins gehörten vor 1945 mehr als 50 Kirchspielorte.

#### Pfarrer
Zwischen 1525 und 1945 amtierten an der Bartensteiner Stadtkirche jeweils zwei Geistliche (Pfarrer und Diakonus), an der St.-Johannis-Kirche lediglich ein Geistlicher (Diakonus, bis 1827 polnische Amtsträger): Bis 1928 war Ernst Nietzki Superintendent.

#### Kirchenbücher (bis 1945)
Die Kirchenbücher der beiden Bartensteiner Pfarreien liegen bis auf wenige Ausnahmen im Evangelischen Zentralarchiv in Berlin-Kreuzberg:
- Taufen: 1644 bis 1944
- Trauungen: 1652 bis 1944
- Beerdigungen: 1765 bis 1944
- Konfirmationen: 1735 bis 1935
- Abendmahlsteilnehmer: 1838 bis 1941

### Römisch-katholische Pfarrgemeinden
Von der Reformation bis zum Ende des 19. Jahrhunderts gab es in Bartenstein keine katholische Kirche. Erst 1889 wurde ein Gotteshaus errichtet. Bartenstein gehörte zum damaligen Bistum Ermland. 1939 lebten 848 Katholiken in der Stadt.
Das änderte sich in den Jahren nach 1945. Die Kirchenmitgliederzahl stieg so stark an, dass es heute in Bartoszyce vier römisch-katholische Pfarrgemeinden gibt. Sie gehören zum Dekanat Bartoszyce im Erzbistum Ermland der Katholischen Kirche in Polen.
Die vier römisch-katholischen Pfarrgemeinden in der Stadt Bartoszyce bilden mit weiteren sechs ländlichen Parochien das Dekanat Bartoszyce:
- Bezledy (Beisleiden)
- Galiny mit Szwaruny (Gallingen mit Groß Schwaraunen)
- Lipica (Lindenau)
- Lwowiec mit Dzietrzychowo (Löwenstein mit Dietrichsdorf)
- Sątoczno (Leunenburg)
- Sępopol mit Liski, Masuny und Stopki (Schippenbeil mit Liesken, Massaunen und Stolzenfeld).

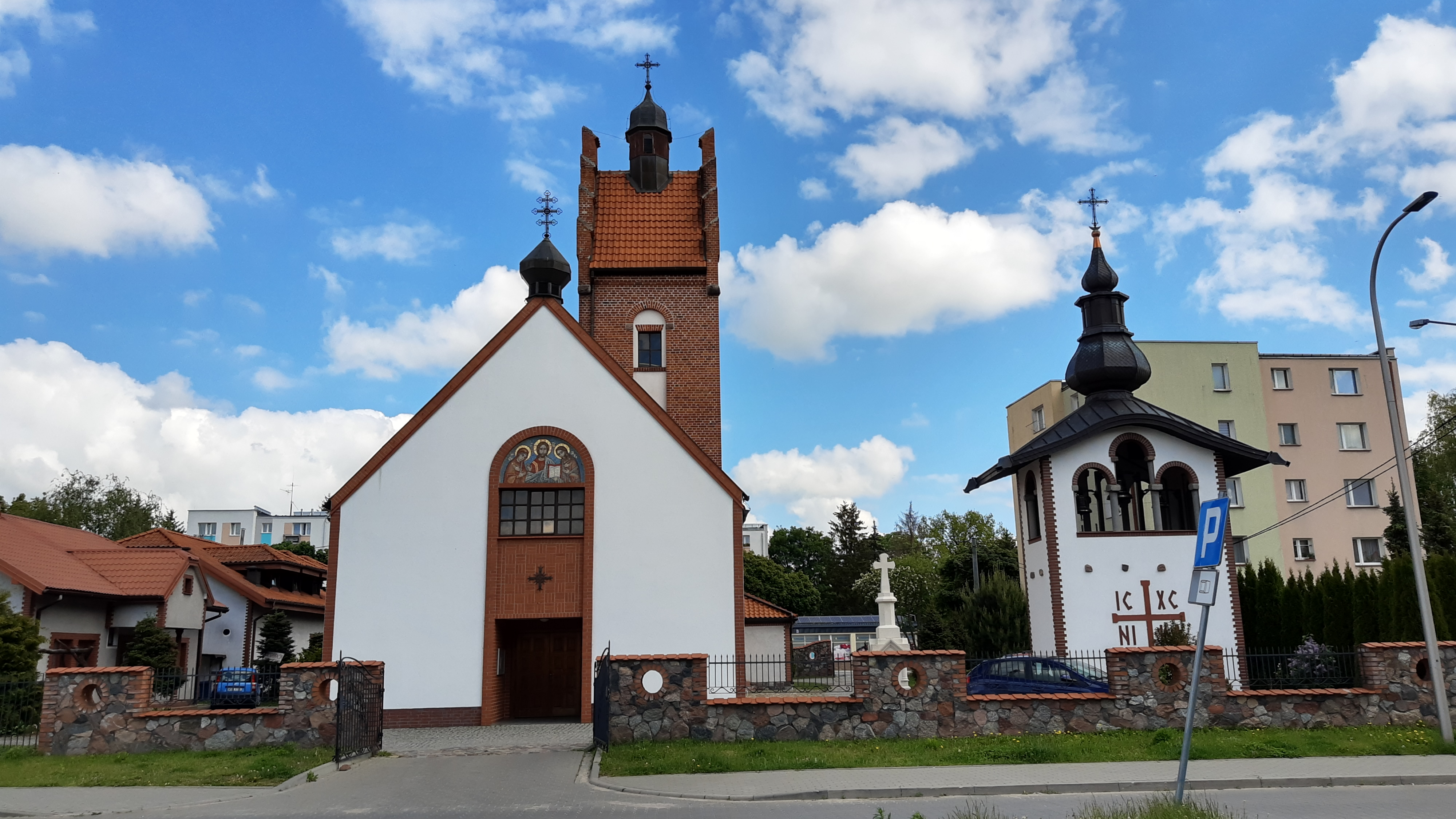
Griechisch-katholische Pfarrkirche

### Griechisch-katholische Pfarrgemeinde
In Bartoszyce hat sich außerdem eine Polnisch-Orthodoxe Pfarrgemeinde konstituiert. Sie gehört zum Dekanat Olsztyński (Allenstein) der Griechisch-katholischen Kirche in Polen. Die Kirche St. Apostel Andreas wurde in den Jahren 1996–1998 im Gebäude der ehemaligen Feuerwache in der ul. Poniatowskiego eingerichtet, dass die Gemeinde am 7. November 1996 von der Stadtverwaltung erhalten hat. Am 27. Juni 1998 wurde die erste heilige Messe im neuen Kirchengebäude gefeiert. Im Inneren der Kirche befindet sich eine moderne Ikonostase.

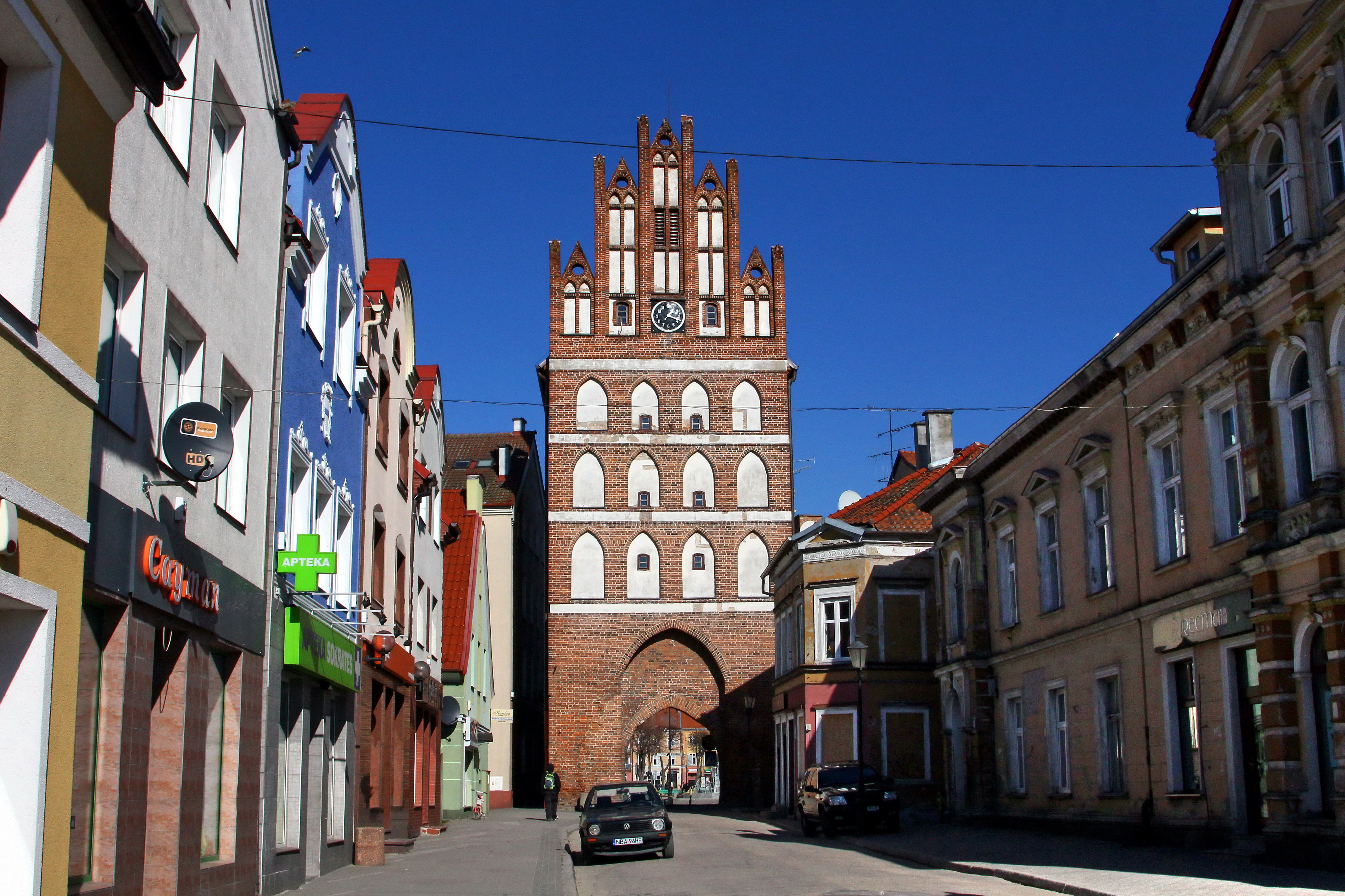
Heilsberger Tor

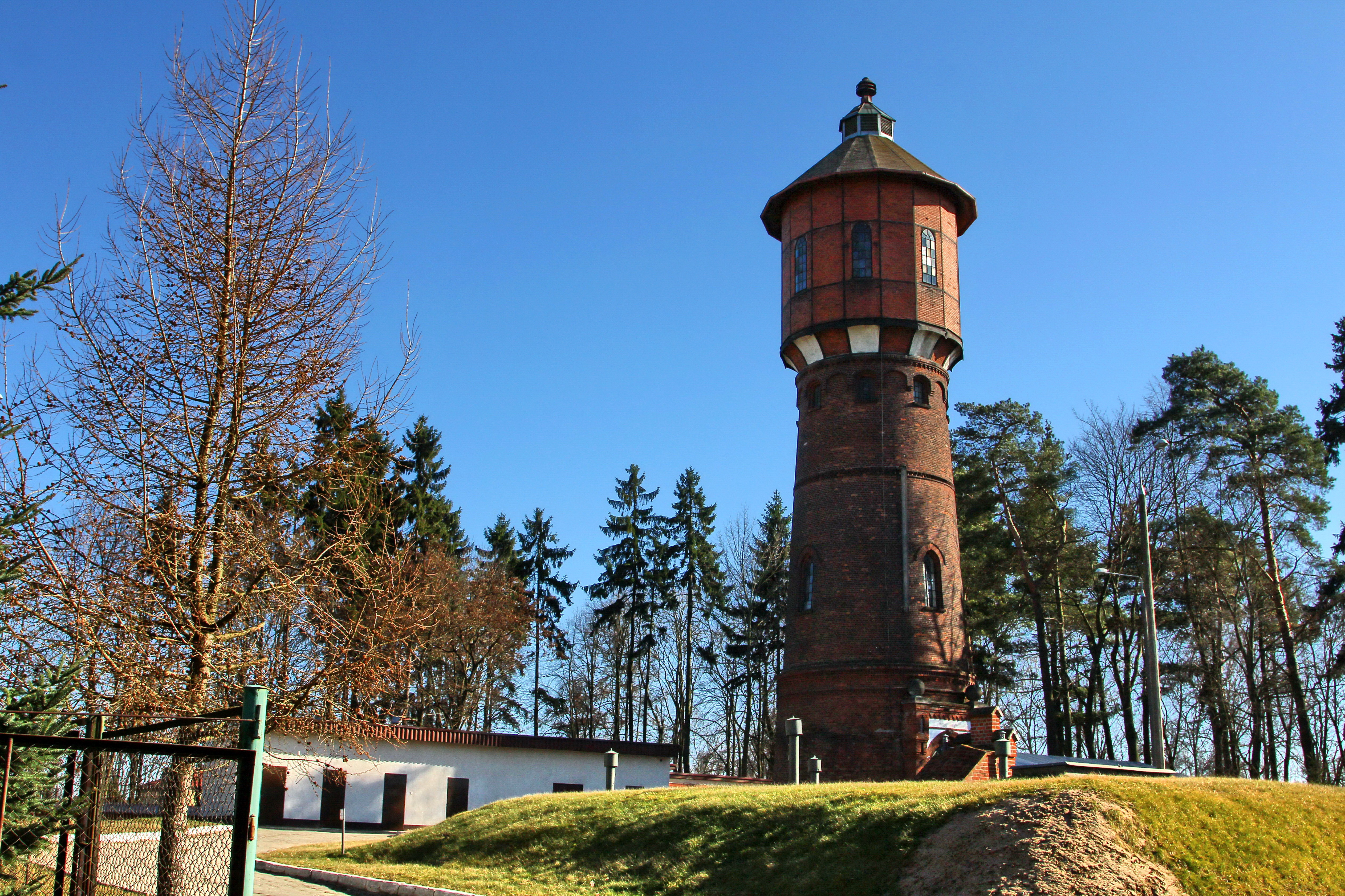
Wasserturm

## Sehenswürdigkeiten
Außer den Kirchen sind sehenswert:

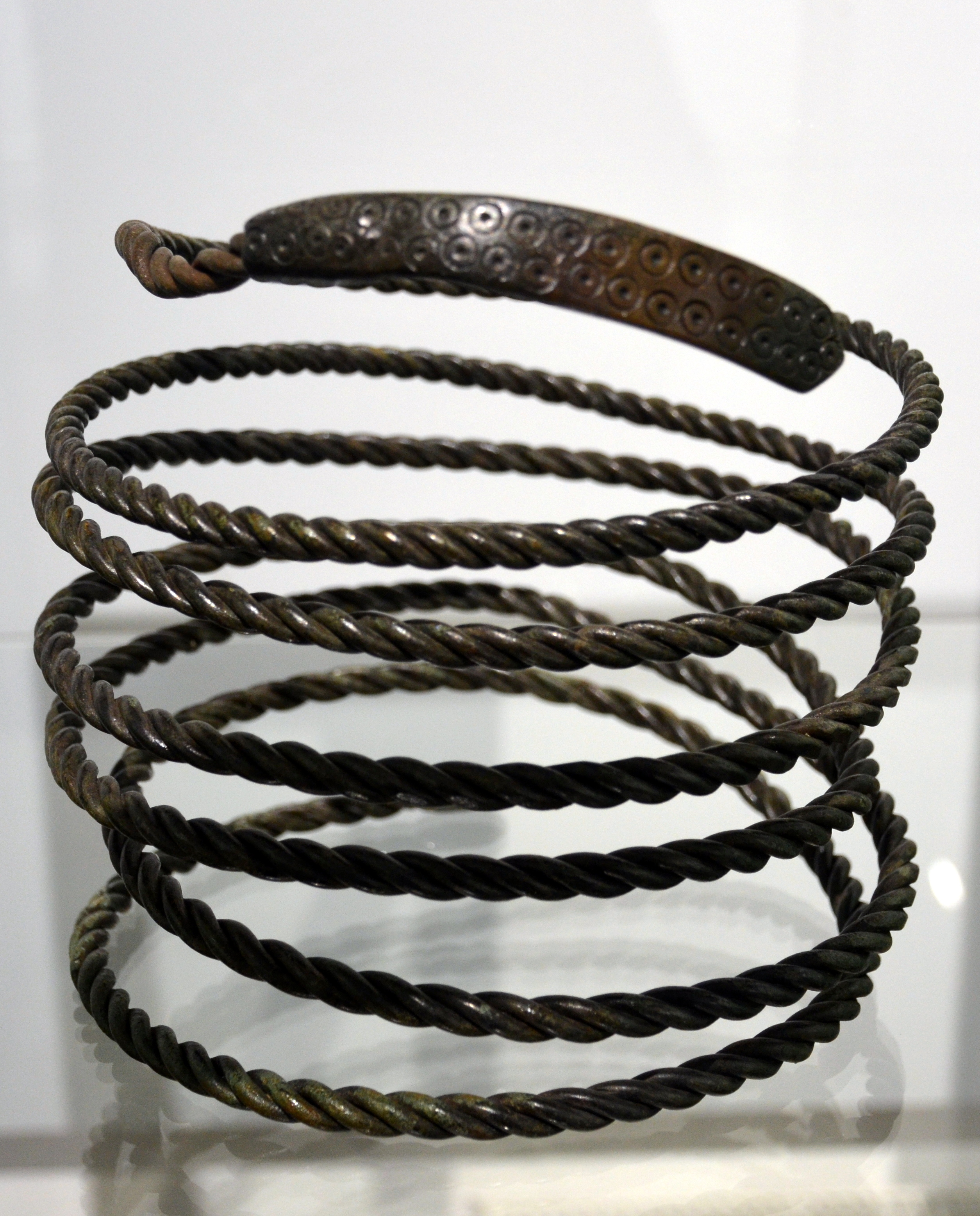
Altpreußischer Halsring „Typ Totenkrone“ aus Bartoszyce, (13.–14. Jh.)

- Das Heilsberger Tor (Brama Lidzbarska) wurde als Teil der Stadtbefestigung im 14. Jahrhundert im Stil der Backsteingotik errichtet.
- Der Wasserturm in der ul. Limanowskiego 1 wurde um 1904 erbaut und von 1912 bis in die 1970er Jahre betrieben, 1991 wurde er in das Denkmalregister eingetragen.

## Verkehr

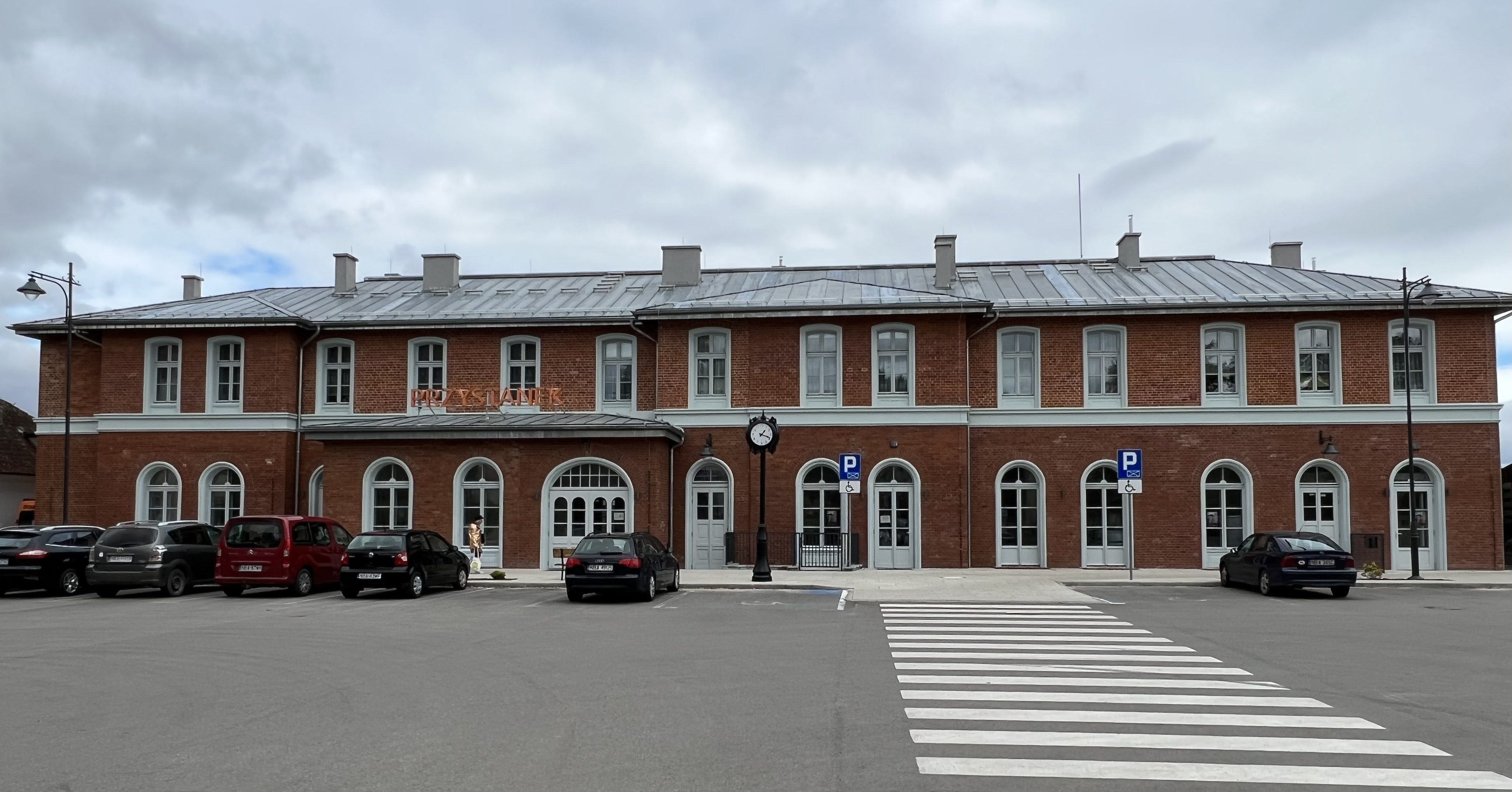
Bahnhofsgebäude

Durch die Ortschaft führt die Landesstraße 51 von der 72 Kilometer entfernten Stadt Allenstein (Olsztyn) über den 17 Kilometer entfernten Grenzübergang zur russischen Exklave Oblast Kaliningrad nach Königsberg (Kaliningrad).
Trotz ihrer Lage in der Nähe der Grenze hat Bartoszyce eine gute Straßenanbindung. Die vom Grenzübergang Bagrationowsk/Bezledy kommende Landesstraße DK 51 durchzieht das Gemeindegebiet von Norden nach Süden in Richtung Lidzbark Warmiński, Olsztyn und Olsztynek. Aus südlicher Richtung von Kleszewo über Szczytno (Ortelsburg) und Biskupiec kommend endet die Landesstraße DK 57 im südlichen Gemeindegebiet bei Szwarunki an der DK 51. Außerdem führen zwei Woiwodschaftsstraßen in das Gebiet der Gmina Bartoszyce: Die Woiwodschaftsstraße 512 (Teilstück der früheren Reichsstraße 142) beginnt im nordöstlichen Gemeindegebiet bei Szczurkowo (Schönbruch) und führt in westlicher Richtung bis nach Górowo Iławeckie und Pieniężno. Die Woiwodschaftsstraße 592 (ehemalige Reichsstraße 135) trifft von Südosten in das Gemeindegebiet – von Giżycko und Kętrzyn kommend – und endet in Bartoszyce.
Das Gebiet um Bartoszyce war über den Bahnhof der Stadt Bartoszyce an das Netz der Polnischen Staatsbahn (PKP) angeschlossen. Bereits in Korsze (Korschen) allerdings endet jetzt die PKP-Linie 38 (Bahnstrecke Głomno–Białystok), die von Białystok, Giżycko (Lötzen) und Kętrzyn (Rastenburg) kam. Die Strecke führte dereinst weiter über das heute russische Bagrationowsk (Preußisch Eylau) nach Kaliningrad (Königsberg). Personenverkehr wird nach Bartoszyce nicht mehr betrieben.

## Söhne und Töchter der Stadt
- Matthäus Waissel (um 1540–1602), lutherischer Theologe, Lautenist, Herausgeber von Musiksammlungen und Schriftsteller
- Konrad Heinrich von der Groeben (1683–1746), Generalmajor
- Johann Samuel Halle (1727–1810), Historiker und Naturwissenschaftler
- Friedrich von Klinckowström (1775–1856), preußischer Gutsbesitzer und Politiker
- Leo Victor Felix Henckel von Donnersmarck (1785–1861), preußischer Geheimer Regierungsrat und Botaniker
- Ferdinande von Schmettau (1798–1875), Volksheldin der Befreiungskriege gegen Napoleon
- Julius Czwalina (1810–1896), Mathematiklehrer in Danzig
- Julius Gerlach (1819–1873), Gymnasiallehrer und Diakon in Tilsit
- Laura Frost (1851–1924), Schriftstellerin und Frauenrechtlerin
- Albert Zweck (1857–1934), Gymnasiallehrer
- Max Baginski (1864–1943), sozialistischer Politiker und Autor
- Selmar Meyrowitz (1875–1941), Dirigent
- Ernst Krantz (1889–1954), Maler, Zeichner und Holzschneider
- Ernst Schroeder (1889–1971), Kommunalpolitiker (FDP) und Oberbürgermeister
- Hans Koch (1893–1945), Widerstandskämpfer
- Fritz Schirrmacher (1893–1948), Maler und Zeichner der Verschollenen Generation
- Hans Georg Küssner (1900–1984), Physiker
- Erwin Geschonneck (1906–2008), Schauspieler
- Zygfryd Kujawski (1909–1967), 1947–1949 Stadtpräsident von Gorzów Wielkopolski (Landsberg an der Warthe)
- Günther Schack (1917–2003), Kampfpilot und Autor
- Hans-Karl Lücke (1927–2009), Kunsthistoriker
- Hans-Joachim Reske (* 1940), Leichtathlet und Olympiamedaillengewinner
- Zbigniew Lubiejewski (* 1949), Volleyballspieler und Olympiamedaillengewinner
- Artur Becker (* 1968), Schriftsteller
- Andrzej Andrzejewski (* 1976), Schauspieler
- Tomasz Szymuś (* 1976), Dirigent
- Grzegorz Zadrożny (* 1987), Fußballspieler